# Juliette Gelin
Juliette Gelin (Montpellier, 2 novembre 2001) è una pallavolista francese, libero della Pro Victoria.

## Carriera

### Club
La carriera di Juliette Gelin inizia nel 2012 nelle giovanili dell'ASPTT Montpellier, per poi passare nel 2013 a quelle dell'Arago de Sète. Nella stagione 2014-15 è all'ASBAM, in Nationale 2; in quella successiva entra all'IFVB, in Élite: con la squadra federale, nell'annata 2018-19, debutta in Ligue A.
Per il campionato 2020-21 viene ingaggiata dallo Chamalières, giocando poi dall'annata 2021-22 per il RC Cannes e in quella 2023-24 per il Levallois Paris, sempre in Ligue A, vincendo lo scudetto e aggiudicandosi i riconoscimenti come MVP, miglior libero e miglior giovane. Nella stagione 2024-25 si trasferisce in Italia per difendere i colori della Pro Victoria, in Serie A1.

### Nazionale
Nel 2017 viene convocata nella nazionale francese under 18, mentre nel 2018 è in quella under 19, con cui partecipa al campionato europeo.
Nel 2019 ottiene le prime convocazioni nella nazionale maggiore, con cui, nel 2022, vince la medaglia d'oro all'European Golden League e, nel 2023, l'oro alla Volleyball Challenger Cup.

## Palmarès

### Club
- Campionato francese: 1

2023-24

### Nazionale (competizioni minori)
- European Golden League 2022
- Volleyball Challenger Cup 2023

### Premi individuali
- 2024 - Ligue A: MVP
- 2024 - Ligue A: Miglior libero
- 2024 - Ligue A: Miglior giovane